# S de l'Escaire
S de l'Escaire (S Normae) és un estel variable en la constel·lació d'Escaire. S'hi troba a 820 parsecs (2.670 anys llum) del sistema solar i forma part del cúmul NGC 6087.
S de l'Escaire és una variable cefeida la lluentor de la qual oscil·la entre magnitud aparent +6,12 i +6,70 al llarg d'un període de 9,7541 dies. De tipus espectral mitjà F9Ib, la seva temperatura efectiva és de 5.859 K. Llueix amb una lluminositat 2.880 vegades superior a la del Sol. Té un radi entre 60 i 66 vegades més gran que el radi solar —equivalent a 0,30 UA— i una massa estimada 5,6 vegades major que la del Sol.¡ La seva edat s'estima en 43,3 milions d'anys. És, igual que les també cefeides W Sagittarii o FF Aquilae, un binari espectroscòpic. El seu període orbital és de 3.584 ± 33 dies.
S de l'Escaire presenta un contingut metàl·lic és similar al solar, i el seu índex de metal·licitat és [Fe/H] = +0,06. Quant a altres elements avaluats, mostra certa sobreabundància de sodi i lantani; en l'altre extrem, la seva abundància relativa de praseodimi és menys de la meitat de la trobada en el Sol ([Pr/H] = -0,32).